# فرانسیال هنگموله
فرانسیال هنگموله (به پرتغالی: Franciel Rodrigo Hengemühle) مهاجم اهل برزیل است که در شهر Santo Cristo و در تاریخ ۱۷ فوریهٔ ۱۹۸۲ به دنیا آمده‌است.
فرانسیال هنگموله در تیم‌های فوتبال Grêmio سابقهٔ حضور دارد.